# Alfred Phiri
Alfred Phiri (Alexandra, 22 de junho de 1974) é um ex-futebolista profissional sul-africano, que atuava como meio-campista.

## Carreira
Alfred Phiri se profissionalizou no Alexandra United.

## Seleção
Alfred Phiri integrou a Seleção Sul-Africana de Futebol na Copa do Mundo de 1998, na França.

## Títulos
Gençlerbirliği
- - Copa da Turquia (1): 2001